# Часовой (фильм, 1977)
«Часово́й» (англ. The Sentinel, другое название — «Страж») — американский фильм ужасов Майкла Уиннера. Главные роли исполнили Кристина Рэйнс, Крис Сарандон, Ава Гарднер, Бёрджесс Мередит, Сильвия Майлз и Илай Уоллак, Кристофер Уокен, Джеф Голдблюм, Джон Каррадайн, а также Беверли Д’Анджело. Незаметную эпизодическую роль исполнил Том Беренджер. Фильм снят по мотивам одноимённого романа Джеффри Конвитца 1974 года, который также написал сценарий в соавторстве с режиссёром Майклом Уиннером. Сюжет сфокусирован на молодой модели, которая переезжает в исторический террасный дом в Бруклине, разделенном на квартиры, только чтобы узнать, отлучены ли хозяева от церкви. По мере развития сюжета она обнаруживает что здание является вратами в ад.
Фильм был выпущен кинокомпанией «Universal Pictures» в 1976 году.

## Сюжет
Элисон Паркер, привлекательная, но страдающая неврозом фотомодель перебирается в Бруклин, в большой старый дом с множеством квартир. На верхнем этаже проживает Отец Халлиран, слепой затворник, который всё время проводит сидя у окна. Вскоре после переезда Элисон начинает испытывать бессонницу, её тревожат страшные воспоминания о попытках самоубийства, вызванные её гедонистическим и жестоким отцом. В доме она встречает странных соседей, а по ночам её будят тревожные звуки, раздающиеся этажом выше.
Элисон жалуется агенту по недвижимости на ночной шум своих странных соседей, но узнает что кроме неё и священника в доме больше никто не проживает. Поведение её «несуществующих» соседей становится все более сюрреалистичным и тревожным.
Её друг Майкл поначалу считает, что Элисон испытывает приступы паранойи. Тем не менее он нанимает частных детективов, которые выясняют, что все те люди, которых видела Элисон в доме, давно мертвы, а при жизни были убийцами. Вскоре Майкл узнаёт, что здание принадлежит некому тайному обществу отлучённых от церкви католических священников и является вратами в ад, а слепой священник — это страж, не позволяющий демонам сквозь них пройти. Халлиран уже в конце своего жизненного пути, и нужен новый часовой, чтобы его сменить. И общество выбрало Элисон, — она идеально подходит на эту роль, поскольку дважды пыталась покончить с собой. Только так она может искупить свои грехи и заслужить царство небесное.
Вскоре Элисон сталкивается со своим соседом Чарльзом Чейзеном и всеми приспешниками ада. Среди них появляется и Майкл, который был убит ранее и проклят за убийство своей жены. В доме Элисон преследуют нелепые и уродливые твари. Она бежит наверх, в комнату отца Халлирана, и там демоны загоняют её в угол. Чейзен берёт в руки нож и убеждает её перерезать вены, дабы избавиться от этого мучения. Отец Халлиран вместе с другим священником, Монсеньором Франчино, заходят в комнату. Франчино поддерживает Халлирана, несущего большое распятие. Они продираются сквозь орды демонов, и, добравшись до Элисон, предотвращают самоубийство. Она берёт распятие от монсеньора Франчино, и садится в кресло отца Халлирана.
Вскоре после этих событий здание сносят, а на его месте появляется более современный жилой комплекс. Риэлтор, мисс Логан, пытается убедить молодую пару заселиться в одну из квартир. Пара спрашивает насчёт соседей, и мисс Логан отвечает, что их всего двое — скрипач и старая слепая монахиня. Монахиня — это Элисон, которая теперь, подобно отцу Халлирану, сидит на верхнем этаже у окна.

## В ролях
- Крис Сарандон — Майкл Лермэн
- Кристина Рэйнс[англ.] — Элисон Паркер
- Мартин Болсам — профессор Разински
- Джон Каррадайн — отец Фрэнсис Мэттью Халлиран
- Хосе Феррер — священник Братства
- Ава Гарднер — мисс Логан
- Артур Кеннеди — монсеньор Франчино
- Бёрджесс Мередит — Чарльз Чейзен
- Сильвия Майлз — Герда Энгстром
- Дебора Раффин — Дженнифер
- Илай Уоллак — детектив Гатц
- Кристофер Уокен — детектив Риззо
- Джерри Обрах — режиссёр
- Беверли Д’Анджело — Сандра
- Хэнк Гаррет[англ.] — Джеймс Брённер
- Джеф Голдблюм — Джек
- Нана Визитор — девушка в финальном эпизоде (Нана Такер)
- Том Беренджер — парень в финальном эпизоде

## Производство
Внешний вид дома был снят в одном из кварталов в западном конце Ремсен-стрит в Бруклине, и, как многие из локаций фильма, находятся в Бруклин-Хайтс.
Виннер был вдохновлен изображениями созданий ада в работах Кристофера Марлоу, «Ада Данте» и картинах Иеронима Босха. Вскоре после выхода фильма Виннер сообщил, что многие из деформированных людей, представленных в финале, на самом деле были людьми с физическими недостатками и аномалиями, которых он лично отбирал в больницах и цирковых шоу.